# Asperula lycia
Asperula lycia är en måreväxtart som beskrevs av Otto Stapf. Asperula lycia ingår i släktet färgmåror, och familjen måreväxter. Inga underarter finns listade i Catalogue of Life.